# 양철수
양철수(1980년 8월 16일 ~ )은 대한민국의 개그맨 겸 DJ이다.

## 학력
- 서울예술대학 방송연예과

## 방송 활동

### TV 출연작
- 《오늘밤 좋은밤》 (MBC)
- 《개그야》 (MBC)
- 《코미디하우스》 (MBC)
- 《코미디쇼 웃으면 복이와요》 (MBC)
- 《웃찾사》 (SBS)
- 《도전! 지구탐험대》 (KBS2)
- 《켠김에 왕까지》 (온게임넷)
- 《쇼쇼쇼》 (tvN)
- 《개그투나잇》 (SBS)
- 《유희열의 스케치북》 (KBS2)
- 《무한도전》 (MBC)

### CF
- 롯데푸드 - 빠삐코
- SK텔레콤
- 농심켈로그 프링글스

## 인터넷
- 《프로야구 팬캐스트》 (판도라 TV)

## 라디오
- 《행복충전 2시》 (ITV FM)

## 음반 활동
- Don’t Go (with 박명수) (2014년)

참여음반
- 박명수 & 소찬휘 - 바보야 (2015년)